# Diocesi di Kilmore
La diocesi di Kilmore (in latino Dioecesis Kilmorensis) è una sede della Chiesa cattolica in Irlanda suffraganea dell'arcidiocesi di Armagh. Nel 2021 contava 70.250 battezzati su 76.755 abitanti. È retta dal vescovo Martin Hayes.

## Territorio
La diocesi è divisa fra la Repubblica d'Irlanda e, per poche parrocchie, l'Irlanda del Nord. Comprende parte delle contee di Cavan, Leitrim, Fermanagh (tre parrocchie), Sligo e Meath.
Sede vescovile è la città di Cavan, dove si trova la cattedrale di San Patrizio e San Fedlimino.
Il territorio si estende su 2.202 km² ed è suddiviso in 34 parrocchie.

## Storia
Il territorio della diocesi di Kilmore è approssimativamente lo stesso dell'antica Breifne. Nel VI secolo san Fedlimino, patrono della diocesi, costruì una chiesa a Kilmore (Cell-Mόr) nei pressi dell'odierna Cavan. Fedlimino è considerato dalla tradizione il protovescovo della diocesi, benché questa opinione non sia condivisa da tutti gli storici. A differenza di altre sedi abbaziali irlandesi, che nel corso del primo millennio cristiano furono rette da abati-vescovi, per Cell-Mόr gli annali irlandesi non riportano nessun nome di vescovo.
La diocesi fu eretta, o confermata, durante il sinodo di Kells nel 1152 dove fu presente Tuathail O'Conaictaig, vescovo di Ui Briuin, ossia di Breifne; la diocesi fu resa suffraganea dell'arcidiocesi di Armagh. Nelle fonti e nei documenti dell'epoca la sede è conosciuta con nomi diversi (Brefinnia, Tybruinensis, Urney).
Dell'antica cattedrale costruita alla fine del XII secolo resta un significativo portale romanico, inserito nel nuovo edificio costruito nel XIX secolo e che oggi è la cattedrale anglicana di Kilmore. A partire dalla metà del XIII secolo è documentata l'esistenza di un capitolo secolare di canonici
Nel corso del XIII secolo i premostratensi si stabilirono nell'antico monastero fondato da san Fedlimino a Cell-Mόr, e i vescovi trasferirono la loro residenza dapprima a Slanore e poi a Kilmore, trasferimento approvato da papa Nicolò V (1447-1455) e confermato da papa Callisto III (1455-1458). A partire da questo momento si impone nei documenti pontifici il nome di "diocesi di Kilmore".
Andrew McBrady, vescovo dal 1445 al 1455, ricostruì l'antica chiesa di San Fedlimino, chiamata An Chill Mhór, e papa Niccolò V le concesse il titolo di cattedrale.
Tra il XV e il XVI secolo la diocesi fu retta contemporaneamente da due vescovi, Cormac e Thomas O'Brady, in competizione fra loro. Entrambi presero parte ai sinodi provinciali del 1492 e del 1495 e furono riconosciuti legittimi in entrambe le occasioni dal metropolita di Armagh Ottaviano Spinelli.
Durante lo scisma anglicano, il vescovo Edmund Nugent, di origini inglesi, appoggiò il partito di Enrico VIII; per questo motivo fu deposto e sostituito da John MacBrady, il quale tuttavia non poté prendere possesso della diocesi, perché il suo rivale rimase indisturbato sulla sede di Kilmore fino alla sua morte nel 1550. Tuttavia, anche John MacBrady passò all'anglicanesimo, e la sede rimase perciò di fatto senza vescovi cattolici per quasi vent'anni, fino alla morte di quest'ultimo nel 1559.
Richard Brady, vescovo dal 1580 al 1607, fu incarcerato tre volte e il beato Conn O'Rourke fu martirizzato a Kilmallock nel 1579.
Dopo la morte del vescovo Eugene MacSweeney nel 1669 la sede fu vacante per quasi sessant'anni: fu un periodo di crisi molto grave, nel quale la diocesi fu governata da vicari. Nel 1715 i pochi vecchi parroci rimasti lamentano una situazione di abbandono, in cui per quarant'anni nessun vescovo aveva conferito cresime e ordinazione e tutte le dignità del capitolo erano vacanti per la morte dei canonici.
Nel XVIII secolo la situazione migliorò gradualmente e fu nuovamente possibile nominare vescovi per le sedi irlandesi. Tuttavia, fino al 1770 i vescovi visitarono la loro diocesi solo saltuariamente e solo dopo questa data il vescovo Denis Maguire si trasferì stabilmente nella diocesi, incominciando la ricostruzione di chiese e monasteri.
James Browne, vescovo dal 1827 al 1865 fu il protagonista della rinascita della diocesi, caratterizzata dalla costruzione di chiese e scuole, dalla coltivazione delle vocazioni sacerdotali e dalla fondazione del college (seminario) diocesano nel 1839. La sua opera fu continuata dal successore Nicholas Conaty. Fu Patrick Lyons, vescovo dal 1937 al 1949, a costruire l'attuale cattedrale. Anche i suoi successori Austin Quinn e Francis MacKiernan proseguirono la costruzione di chiese e scuole.

## Cronotassi dei vescovi
Si omettono i periodi di sede vacante non superiori ai 2 anni o non storicamente accertati.
- Hugh O'Finn † (menzionato nel 1136)
- Muirchertach Ua Mael † (? - 1149 deceduto)
- Tuathail O'Conaictaig † (prima del 1152 - 1179 deceduto)
- M. Ua Dobailen † (prima 1202 - 1211 deceduto)
- Flan O'Conachty (od O'Connor) † (? - 1231 deceduto)
- Congolach MacNeil † (prima del 1233 - prima di maggio 1250 dimesso)
  - Simon O'Ruark † (20 giugno 1251 - 1286 deceduto) (amministratore)
- Maurice, O.S.A. † (prima di ottobre 1286 - 1307 deceduto)
- Matthew MacDuibne † (1307 - 1314 deceduto)
- Patrick O'Credigan † (1314 - 1328 deceduto)
- Cornelius MacConama † (1328 - 1355 deceduto)
- Richard O'Reilly † (circa 1356 - 1370 deceduto)
- Thomas Rushhook, O.P. † (1388 - 1390 dimesso)
- John O'Reilly I † (1390 - 1393 deceduto)
- Nicholas Brady † (27 agosto 1395 - 1421 deceduto)
- Donald O'Gabaud † (13 agosto 1421 - dopo il 1442 deceduto)
- Andrew MacBrady † (9 marzo 1445 - 1455 deceduto)
- Tither † (11 luglio 1455 - ?)
- Thady † (1460 - dopo il 1462 deceduto)
- Fursey MacDivine † (? - 26 novembre 1464 deceduto)[1]
- John O'Reilly II † (17 maggio 1465 - ?)
- Cormac † (4 novembre 1476 - dicembre 1511 deceduto)
- Thomas O'Brady † (6 ottobre 1480 - 1511 deceduto)
- Dermod O'Reilly † (28 gennaio 1512 - 1529 deceduto)
- Edmund Nugent † (22 giugno 1530 - 5 novembre 1540 deposto)
- John MacBrady † (5 novembre 1540 - 1559 deceduto)
- Hugh O'Sheridan † (7 febbraio 1560 - 1579 deceduto)
- Richard MacBrady, O.F.M.Obs. † (14 marzo 1580 - settembre 1607 deceduto)
  - Sede vacante (1607-1625)
- Hugh O'Reilly † (9 giugno 1625 - 21 agosto 1628 nominato arcivescovo di Armagh)
- Eugene Sweeney † (18 settembre 1629 - 18 ottobre 1669 deceduto)
  - Sede vacante (1669-1728)
- Michael McDonough, O.P. † (2 dicembre 1728 - 26 novembre 1746 deceduto)
- Lawrence Richardson, O.P. † (6 febbraio 1747 - 29 gennaio 1753 deceduto)
- Andrew Campbell † (3 aprile 1753 - 23 dicembre 1769 deceduto)
- Dionysius Maguire, O.F.M. † (7 aprile 1770 - 23 dicembre 1798 deceduto)
- Charles O'Reilly † (23 dicembre 1798 succeduto - 6 marzo 1800 deceduto)
- James Dillon † (30 agosto 1800 - 1806 deceduto)
- FargalO'Reilly † (16 gennaio 1807 - 30 aprile 1829 deceduto)
- James Browne † (30 aprile 1829 succeduto - 11 aprile 1865 deceduto)
- Nicholas Conaty † (11 aprile 1865 succeduto - 17 gennaio 1886 deceduto)
- Bernard Finnegan † (10 maggio 1886 - 11 novembre 1887 deceduto)
- Edward MacGennis † (25 febbraio 1888 - 15 maggio 1906 deceduto)
- Andrew Boylan, C.SS.R. † (1º marzo 1907 - 25 marzo 1910 deceduto)
- Patrick Finegan † (4 luglio 1910 - 25 gennaio 1937 deceduto)
- Patrick Lyons † (6 agosto 1937 - 27 aprile 1949 deceduto)
- Austin Quinn † (19 luglio 1950 - 11 ottobre 1972 ritirato)
- Francis Joseph MacKiernan † (11 ottobre 1972 - 16 ottobre 1998 dimesso)
- Philip Leo O'Reilly (16 ottobre 1998 succeduto - 31 dicembre 2018 dimesso)
- Martin Hayes, dal 29 giugno 2020

## Statistiche
La diocesi nel 2021 su una popolazione di 76.755 persone contava 70.250 battezzati, corrispondenti al 91,5% del totale.
| anno | popolazione | popolazione | popolazione | presbiteri | presbiteri | presbiteri | presbiteri                | diaconi | religiosi | religiosi | parrocchie |
| anno | battezzati  | totale      | %           | numero     | secolari   | regolari   | battezzati per presbitero | diaconi | uomini    | donne     | parrocchie |
| ---- | ----------- | ----------- | ----------- | ---------- | ---------- | ---------- | ------------------------- | ------- | --------- | --------- | ---------- |
| 1950 | 87.947      | 102.350     | 85,9        | 150        | 140        | 10         | 586                       |         | 23        | 151       | 42         |
| 1970 | 57.000      | 63.500      | 89,8        | 139        | 116        | 23         | 410                       |         | 31        | 184       | 36         |
| 1980 | 57.800      | 64.100      | 90,2        | 121        | 110        | 11         | 477                       |         | 14        | 165       | 36         |
| 1990 | 56.231      | 60.331      | 93,2        | 117        | 103        | 14         | 480                       |         | 14        | 89        | 36         |
| 1999 | 54.751      | 59.767      | 91,6        | 97         | 91         | 6          | 564                       |         | 6         | 90        | 36         |
| 2000 | 54.639      | 59.893      | 91,2        | 99         | 90         | 9          | 551                       |         | 9         | 82        | 36         |
| 2001 | 54.370      | 58.927      | 92,3        | 103        | 94         | 9          | 527                       |         | 11        | 69        | 36         |
| 2002 | 53.995      | 58.574      | 92,2        | 99         | 90         | 9          | 545                       |         | 11        | 75        | 36         |
| 2003 | 53.819      | 58.005      | 92,8        | 99         | 89         | 10         | 543                       |         | 13        | 70        | 36         |
| 2004 | 54.500      | 59.324      | 91,9        | 93         | 86         | 7          | 586                       | 1       | 9         | 59        | 36         |
| 2006 | 56.810      | 62.439      | 91,0        | 101        | 92         | 9          | 562                       |         | 10        | 56        | 36         |
| 2013 | 69.460      | 77.052      | 90,1        | 90         | 80         | 10         | 771                       |         | 11        | 51        | 35         |
| 2016 | 69.600      | 77.200      | 90,2        | 80         | 75         | 5          | 870                       | 2       | 6         | 47        | 35         |
| 2019 | 69.483      | 77.863      | 89,2        | 74         | 68         | 6          | 938                       | 2       | 6         | 47        | 34         |
| 2021 | 70.250      | 76.755      | 91,5        | 68         | 66         | 2          | 1.033                     | 2       | 2         | 44        | 34         |